# Ciudad romana

Plano romano de Caesaraugusta, encuadrado en la Zaragoza actual. Puede verse el decumanus maximus (1), el cardus maximus (2), el foro de Caesaraugusta (3), el puerto fluvial (4), los baños públicos (5), el teatro (6) y la muralla (7).

En la ciudad romana es heredera directa de la griega y tuvo un desarrollo gradual e ininterrumpido durante todo el Imperio. Inicialmente tenía un desarrollo orgánico, resultado de ir añadiendo casas al núcleo original. La ciudad romana por antonomasia es Roma, la Urbs (Urbe).
Los romanos fundaron multitud de colonias en las tierras que dominaron y ahí apareció otro tipo de urbanismo. Tiene planta en damero (plan hipodámico), además de lo que ya tenían las viejas ciudades romanas: lugares públicos donde se reúne el pueblo para tomar las decisiones políticas y en donde divertirse, templos y palacios. Si el plano es ortogonal, no todas las calles son iguales: hay dos calles principales, que cruzan la ciudad de parte a parte: el cardo, con dirección norte-sur, y el decumano, con dirección este-oeste. El resto de las calles son más estrechas y se inscriben dentro de una de las manzanas (insulae) en que se divide el rectángulo. Esta es la disposición de las ciudades nuevas, frecuentemente de origen militar.
La expansión del Imperio romano se tradujo en la fundación de colonias en los territorios conquistados, en los que se fundaba una nueva ciudad o civitas. Más adelante, cuando ya dominaban extensos territorios, los romanos fundaron más ciudades por razones comerciales, defensivas o, simplemente, para asentar poblaciones. Algunas ciudades de planta romana son Trieste, Verona, Turín, Rímini, Lucca, Florencia, Benevento, Salerno o Lecce, en Italia; Cartagena, Córdoba, Mérida, León, Barcelona, Valencia, Tarragona y Zaragoza, en España ; Lutecia (la actual París) y Narbona en Francia; así como Timgad, Constantinopla (la actual Estambul) o Tingis (la actual Tánger), entre otras. 
El caso de Florencia es muy interesante porque el casco antiguo, de planta netamente ortogonal, con su cardo y decumano bien definidos, se encuentra muy bien conservado y contrasta nítidamente con los desarrollos urbanos de la Edad Media, con sus calles radiales y plano más desordenado alrededor de dicho casco central.
También en Valencia o Valentia Edetanorum se conserva en el subsuelo del Centro Arqueológico de l'Almoina las losas originales tanto del cardo y decumano como las trazas de unos baños y horreum del siglo II a. C. así como los pozos fundacionales del 138 a. C. y del 38 a. C., además del basamento de la doble curia de la ciudad, dos construcciones gemelas, quizás expresión arquitectónica de la singularidad jurídica de Valentia que contaba con un doble senado (veterani et veteres), en época imperial. 
Además de la herencia griega, la ciudad romana desarrolla su propia morfología. Los romanos trataron de hacer del entorno urbano un lugar digno para vivir, por lo que construyeron cloacas, acueductos, fuentes, puentes, termas, baños, pavimento, servicio de incendios y de policía, mercados y todo aquello que es necesario para que la gente viva lejos del campo y con todos los refinamientos posibles para mejorar la salud pública.
Había edificios públicos para el gobierno, el culto y la diversión: los palacios, templos, foros, basílicas, teatros, anfiteatros, circos, mercados, baños, etc.; todos ellos construidos de nueva planta. Además, había motivos de adorno y conmemoración como las columnas y los arcos de triunfo.
El resto de la ciudad estaba ocupada por viviendas. Los ricos vivían en una casa unifamiliar que se llamaba domus. Los más humildes habitaban en casas de pisos, llamadas insulae (islas).
De lo que en principio carecieron estas ciudades fue de muralla, ya que el poderío del Imperio servía para disuadir los intentos de atacar los núcleos urbanos. Hasta que comenzaron las invasiones germánicas, en el siglo III, las ciudades no se amurallaron, se colmataron y la calidad de la vida urbana descendió. Esto fue un golpe mortal para una civilización urbana como la romana. Las ciudades se convirtieron en lugares congestionados y poco saludables, y que en épocas de peligro no podían proporcionar a sus habitantes los productos básicos; así que los señores hacendados comenzaron a construir casas en el campo, las villas romanas, con campos alrededor que les procuraban todo lo que necesitaban y se defendían a sí mismas. Fue el comienzo de la Edad Media: la sociedad se ruralizó y la economía se feudalizó.